# Joe's Menage
Joe's Menage je živé album Franka Zappy, které bylo posmrtně vydané 1. října 2008. Album bylo nahrané 1. listopadu 1975.

## Seznam skladeb
Všechny skladby napsal Frank Zappa.
1. Honey, Don't You Want a Man Like Me? – 3:57
2. The Illinois Enema Bandit – 8:42
3. Carolina Hard-Core Ecstasy – 6:02
4. Lonely Little Girl – 2:46
5. Take Your Clothes Off When You Dance – 2:10
6. What's The Ugliest Part of Your Body? – 1:16
7. Chunga's Revenge – 14:18
8. Zoot Allures – 6:41

## Sestava
- Frank Zappa (kytara, zpěv)
- Norma Jean Bell (alt saxofon, zpěv)
- Napoleon Murphy Brock (tenor saxofon, zpěv)
- Andre Lewis (klávesy, zpěv)
- Roy Estrada (baskytara, zpěv)
- Terry Bozzio (bicí, zpěv)